# ストライカーパック

ストライカーパックシステム (Striker Pack System) は、テレビアニメ『機動戦士ガンダムSEED』、その他関連作品に登場する架空の武装換装システム。

## 概要
2002年～2003年にかけて放送されたアニメ作品『機動戦士ガンダムSEED』で初登場。同作においては、作中の登場兵器であるモビルスーツ「ストライクガンダム」の換装機能として描かれ、続編の『機動戦士ガンダムSEED DESTINY』や『ガンダムSEED』シリーズの外伝・派生作品においてもこの機能を有すると設定された機体が多数登場した。
『機動戦士ガンダムSEED』において監督を務めた福田己津央はインタビューにおいて、自身がかつて監督を務めたアニメ作品『新世紀GPXサイバーフォーミュラ』に登場する主役マシン・アスラーダと同様の装備を付け替えるコンセプトであると語っている。

## 作中の設定
ストライカーパックは、地球連合軍が開発したモビルスーツ (MS) 用の換装型パーツで、高機動戦闘・対艦攻撃・近接戦・砲撃戦などの特定のコンセプトに沿った武器やスラスター、各種機器などの装備を複合したものである。専用のプラグを持つMSに、状況に見合ったストライカーパックを装備する事で、どの様な用途・状況に対しても能力の高い機体として臨む事が可能となっている。また、専用バッテリーも内蔵されており、パックの追加装備によるMSの稼働時間の短縮を防ぎ、使い方によっては本体への追加バッテリーとして機能する。また、装備を換装する事で余分なウェイトを軽減することができ、機体の運動性を向上させる効果も生まれた。
ストライカーパックには大別してエールストライカー・ソードストライカー・ランチャーストライカーのような単機能型ストライカーパックとI.W.S.P.のような万能型ストライカーパックが存在する。C.E.71年のGAT-X105 ストライク開発時ではこれら両者は競合がなされ、当時の段階では単機能型のストライカーパックが制式化を勝ち得た。
これはI.W.S.P.の実用化にあたり重量増による電力消費の増大、兵装の複雑さによるコスト高という問題をクリアできなかった事に起因する。これに対して単機能型のパックは信頼性が高く、製造コストも低かった。I.W.S.P.のもう一つの問題点としてパイロットにある程度の技量を要求する操縦系統の煩雑さも挙げられ、ルーキーであるカガリ・ユラ・アスハが使用した際はその難易度からパックの変更を行っている。一方で、単機能型のパックでは戦況に応じて機体特性を変更する場合、その運用には整備スタッフの錬度、詳細な戦況分析、充実したメンテナンス設備がなければ特性をフルに発揮する事は困難だった。また、前線において換装が行えない状況下となった場合、推移する戦局に対応できない事態も発生する。I.W.S.P.が抱えていた信頼性と操作性の問題点は、その設計をベースとした後発パックであるオオトリでは解決を見ている。
万能型・単機能型のストライカーパックには双方ともにメリット・デメリットを有するが、C.E.73年以降はI.W.S.P.の延長線上にあたるノワールストライカーやオオトリ、I.W.S.P.の運用データが生かされたジェットストライカーやドッペルホルン連装無反動砲といったパック各種が混在した状況下にある。

### 対応機種
- 地球連合軍製
  - 試験機（ストライク以外は肩部用パーツは装着不可）
    - GAT-X105 ストライク
      - GAT-X105E ストライクE
      - GAT-FJ108 ライゴウ

    - MBF-P0X アストレイノワール

  - 量産機（ウィンダムのみ肩部用パーツは装着不可）
    - GAT-01A1 ダガー
      - GAT-01A2R 105スローターダガー
      - GAT-02L2 ダガーL
        - GAT-02L2 ダークダガーL

      - GAT-04 ウィンダム

  - 支援機
    - FX-550 スカイグラスパー
      - FXet-565 コスモグラスパー
- オーブ連合首長国軍製
  - 試験機（ストライクルージュ以外は肩部用パーツは装着不可）
    - MBF-02 ストライクルージュ
    - MBF-P03D アストレイ ブルーフレームD
    - MVF-X08 エクリプス
- ザフト軍製
  - 試験機（肩部用パーツはインパルスのみ装着不可、他は補助パーツの使用で装着可能）
    - ZGMF-X12 アストレイ アウトフレーム
      - ZGMF-X12D アストレイ アウトフレームD

    - ZGMF-X12A テスタメント
    - ZGMF-X56S インパルス（マルチパック装備）
- 民間企業製（肩部用パーツは装着不可）
  - ZGMF-X56S/ι デスティニーインパルスR（マルチパック装備）
- ライブラリアン製（全機、肩部用パーツは装着不可）
  - LR-GAT-X102 レーゲンデュエル
  - LH-GAT-X103 ヘイルバスター
  - LG-GAT-X105 ゲイルストライク
  - LN-GAT-X207 ネブラブリッツ
  - LN-ZGMF-X13A ニクスプロヴィデンス
  - LV-ZGMF-X23S ヴァンセイバー

### コズミック・イラにおけるその他換装機構
ウィザードシステム
ザフトのニューミレニアムシリーズや、そのロードマップに則り製造された機体に導入された換装システム。
シルエットシステム
ザフトのインパルスガンダムに採用された換装システム。

## エールストライカー
最初期に開発された兵装の1つで、ラジエータープレート兼用の大型可変翼と4基の高出力スラスターを持つ高機動戦闘用ストライカーパック。「エール (Aile)」はフランス語で「翼」を意味する。
開発はモルゲンレーテ社が担当。無重力下における機動性を増強させる事を主眼とした高出力スラスターからなるパックであり、宇宙用の装備だがその大推力によって重力下でも短時間の滑空を可能とし、ハイジャンプや空中での方向転換さえも可能とする。さらには水中戦でも機能する。パックの後端部にはバッテリーも備える。
機動力を強化するという性質上汎用性が高く、C.E.71年の大戦後期において宇宙空間、大気圏内を問わず最も多く使用された。また、M1アストレイの固定装備である背部大型スラスターの設計などに影響を与えている。
ジェットストライカーに比べて小回りが利くため、C.E.73年からの戦争（二次大戦期）においても対MS戦においては有効である。二次大戦期においては出力強化により大気圏内での滞空時間が向上した改良モデルが登場しており、ストライクルージュや、スローターダガーに採用された。
武装
ビームサーベル
ミラージュコロイドを物体表面に定着させる技術を応用して刀身状に形成したビームで対象物を溶断する近接格闘戦用のビーム兵器。

### エールストライカー（コスモグラスパー用）
ストライカーパックシステムを採用した連合軍の宇宙戦闘機コスモグラスパーの標準装備として用意されたエールを改良して制作されたストライカーパック。コスモグラスパーのみならず、他のストライカーパックシステム採用のMSにも装着可能となっている。
コスモグラスパーに合わせて新規にデザインが起こされているが、固有の名称は特に設定されていない。書籍内では「エールストライカー」とのみ記述されている。

### シールドストライカー
『機動戦士ガンダムSEED VS ASTRAY』に登場。ライブラリアンが開発し、LG-GAT-X105 ゲイルストライクが装備している。シールド装備の高機動型のストライカー。格闘時の取り回しと背面の防御力強化の目的から、ユニット上部にシールドを設置しており、アームに内蔵している小型バーニアにより防御する場所への可動が可能である。又、シールドは制御翼としての機能を持つ。

### ヴィーヴルストライカー
『機動戦士ガンダムSEED DESTINY ASTRAY B』に登場。「ヴィーヴル (vouivre)」とは翼竜を意味する。アストレイ ブルーフレームDの標準装備として用意されたエールストライカーの改良ユニット。ビームサーベルの代わりに、砲撃特化タイプのビームキャノンドラグーンが2基装備されている。
本名称は単行本『DESTINY ASTRAY B 下巻』では使用されておらず、プラモデル『マスターグレード ガンダムアストレイ ブルーフレームD』で設定されたものである。

### スペキュラムストライカー
『機動戦士ガンダムSEED FRAME ASTRAYS』に登場。フジヤマ社が自社製MSライゴウ用に開発した3種のアナザーストライカーの1つ。エールストライカーと同社が開発に参加したコスモグラスパーの流れを汲む高機動型パックで、スラスターの増設強化や主翼下パイロン増設によるペイロード拡大、更にミサイルポッドの増設による攻撃手段の増加と火力の向上を両立させており、総合的な機能がエールストライカーよりも高められている。エールストライカーでは大気圏内での短時間の飛翔や滞空程度しかできなかったが、こちらは十分な飛行能力を獲得している。「スペキュラム」とは「翼鏡」の意。日系企業であるフジヤマ社らしく、各種ストライカーはそれぞれ「鏡」「剣」「勾玉」という日本神話に登場する三種の神器にちなんだ名称が付けられている。

## ソードストライカー
最初期に開発された兵装の1つで、近接格闘戦用に開発されたストライカーパック。バックパック部はシュベルトゲベールと追加バッテリー、接近戦闘支援情報制御システム、サーマルアキュムレータからなる。
武装の数々は、そのままソードカラミティへとフィードバックされた。また、ストライクE専用の物（アナザートライアル仕様、後述）も存在する。なお、ムウ・ラ・フラガはスカイグラスパー搭乗時も、ストライク搭乗時も本パックを使用することはなかった。
武装
15.78m対艦刀「シュベルトゲベール」
レーザーの刃を持つ対艦刀。切っ先はハイブリッド重厚合金製となっており、ビームサーベルが使えない水中等でもMSの装甲を刺し貫くことができる。ジンの重斬刀が有用であった事から開発された装備とされている。元々は対艦用の装備であったが、MS戦で多用され、格闘戦において高い有用性を誇る。
「シュベルト (Schwert)」と「ゲベール (Gewehr)」がそれぞれドイツ語で「剣」と「銃」を意味する通り、柄部分にレーザービーム砲も備えた格闘・射撃兼用の装備である。しかし、アークエンジェルに配備されたストライクが装備するシュベルトゲベールは試作故に、ビーム砲は劇中では使用されなかった。なお、この銃口部から小型のビーム刃を発生させることもできる。
ビームブーメラン「マイダスメッサー」
基部となるアーマーと共に左肩にマウントされるビームブーメラン。
ビームサーベルと同様のシステムを搭載するが、ブーメラン内部に大容量パワーコンデンサーを搭載することにより、MS本体から独立した飛行中もビーム刃を保持したまま飛翔し、弧を描く独特の軌道で軌道上の標的を切り裂き、手元に戻ってくる。複数の敵との交戦や格闘戦時のフェイントに有用な装備であり、相手が一度回避したとしても、弧を描いて戻る軌道が再び背後から奇襲するため相手の虚を突くことがある。飛翔はビームブレード部の力場と空間の干渉作用によって行われる。ブーメランという呼称は便宜上のものであり、空力飛翔体というわけではない。
ロケットアンカー「パンツァーアイゼン」
左腕に装着されるロケット推進式のアンカー。打ち出されるアンカーの軌道は接続された強化高分子ケーブルの運動に大きく支配されるため、運用者には相応の技術が必要とされる。アンカー先端のクローが展開し目標を捕捉、もしくは破壊する事が可能。
強化高分子ケーブルのリールケースを兼ねた本体キャニスターは対ビームコーティングを施したシールドとしても機能する。同系統の装備としてGAT-X207 ブリッツの「グレイプニール」が存在する。
パンツァーアイゼンはドイツ語で「鉄の鎧」の意。

### アナザートライアルソードストライカー
電撃ホビーマガジン連載のフォトストーリー『機動戦士ガンダムSEED C.E.73 STARGAZER PHANTOM PAIN REPORT』に登場。
ファントムペインが推進した初期GAT-X再生計画「アクタイオン･プロジェクト」 に基づき改修・強化された、GAT-X105E ストライクEの専用パックとして開発された試験型ストライカー。旧装備では左腕側のみとなっていたパンツァーアイゼンが両腕に装着されており、マイダスメッサーは新規に制作されたアダプターパーツによってパンツァーアイゼンに1基ずつ取り付けられている。なお、本パック装着時のストライクEのVPS装甲は、やや彩度の低いトリコロールに色が変化する。

### キャリバーンストライカー
『FRAME ASTRAYS』に登場。ライゴウ用に開発された3種のアナザーストライカーの1つ。ソードストライカーの流れを汲む接近戦用パックで、「剣」に相当する装備。通常のソードストライカーにあった武装の強化型を装備しているだけでなく、新たに高出力のビームサーベルも装備される。
本パック装着時のVPS装甲はブルーの箇所が淡い色調に変化する。キャリバーンの由来はアーサー王伝説に登場する名剣「エクスカリバー」の別名「カリバーン」。
武装
対艦刀「シュベルトゲベール改」
主武装の大型レーザー対艦刀。背面マウント時は、切先を地面に引きずらぬよう刀身と柄の境が中折れする構造となっている。
大型ビームサーベル「カラドボルグ」
左背にマウントされる高出力ビームサーベル。唯一従来武装の改良型でなく、新規に追加された装備。
名称の由来はケルト神話に登場する聖剣「カラドボルグ」。
ビームブーメラン「マイダスメッサー改」
従来型と異なり、実体のブーメランにビーム刃を纏わせ射出する。
ロケットアンカー「パンツァーアイゼン改」
従来型に比べクローが大型化し、攻撃力が高められている。

## ランチャーストライカー
最初期に開発された兵装の1つで、遠距離の砲撃戦に特化したストライカーパック。X103バスターのコンセプトを踏襲したパックであり、高い火力によって要塞戦や後方支援に適する。ただし、エール、ソードを含めた三種類のパックではビーム使用時のエネルギー消費が最も激しい。ストライクが実戦で初めて使用したストライカーパックでもある。 ムウ・ラ・フラガはスカイグラスパー搭乗時はこれを標準装備として、アグニの大火力を高速空輸することで大きな戦果を挙げた。ストライクのPS装甲に電力を割く必要もないため、有効な組み合わせとなった。
武装
320mm超高インパルス砲「アグニ」
約20mもの全長を持つ大型のビーム砲。その大きさのためマニピュレーターだけでなく、パック本体からのアームも使って保持する。高圧縮状態の臨界プラズマエネルギーをマイクロ秒オーダーのバーストインパルスとして生成・放射することで、スペースコロニーを破壊する程の威力を発揮する。威力に比例してパワー消費率も高いが、外部電源を接続すれば長時間にわたる高速連射も可能である。
「アグニ」とはインド神話に登場する火神の名前。　
120mm対艦バルカン砲
右肩に装着される複合兵装ユニット「コンボウェポンポッド」に付くバルカン砲。中近距離でのMSの迎撃に威力を発揮する。対艦戦闘への使用が可能な事からこの呼称が付けられた。
350mmガンランチャー
「コンボウェポンポッド」に付く2連装のミサイルランチャー。ガンランチャーであるため、通常砲弾、ミサイル双方を射出可能。
複数の敵をロックオン可能であり、バルカン砲とともに攻撃から対ミサイル等の迎撃にも用いられる。これらの武装は近接防御兵器を持たないX103バスターの反省点を踏まえ、信頼性の高い従来兵器で構成されている。

### アナザートライアルランチャーストライカー
『機動戦士ガンダムSEED C.E.73 STARGAZER PHANTOM PAIN REPORT』に登場。
ストライクE用に開発された試験型ストライカーの1つ。両肩のサブスラスター追加に伴い肩部ハードポイントが使用不可となった為、コンボウェポンポッドは背部パックに直接接続する方式に変更。本パック装着時のストライクEのVPS装甲色は、全身が緑基調に変化する。

### バズーカストライカー
『機動戦士ガンダムSEED VS ASTRAY』に登場。ライブラリアンが開発し、LR-GAT-X102 レーゲンデュエルが装備している。ランチャーストライカーをベースに作られた砲撃戦用ストライカーで、可動式のアームによりバズーカを背負い式に装備が可能になっている。アームはMSの腕に匹敵するパワーを持っているので瞬時にバズーカを発射可能な位置に運ぶことができるほか、打撃にも使える。武装はデュエル用の350mmレールバズーカ「ゲイボルグ」のほか、「アグニ」の接続も可能。ゲイボルグの由来はケルト神話に登場する槍「ゲイ・ボルグ」。

### サムブリットストライカー
『FRAME ASTRAYS』に登場。ライゴウ用に開発された3種のアナザーストライカーの1つ。ランチャーストライカーの流れを汲む砲戦型パックで、「勾玉」に相当する装備。通り開発にはバスターやカラミティといった連合製の砲撃型MSのデータも取り入れられ、更なる火力の向上に成功している。従来のランチャーでは肩に分散設置された装備は、装着機種が限定されないように全て背部に集中している。本パック装着時のVPS装甲色は、ほぼ全身が緑基調に変化する。
超高インパルス砲「アグニ改」
アグニの出力強化型。MS用火器としてはいささか威力過剰かつバッテリー消費も尋常ではない（1～2発でフェイズシフトダウンしてしまうほど）ため、通常任務ではノーマルのアグニやバスターと同型の94mm収束火線ライフルに換装される。
プラズマサボット砲「トーデスブロック改」
カラミティのトーデスブロックの改良型。右背に装備される。カラミティのものとは異なり、バズーカ（ランチャー）ではなく火砲（ガン）であり、遠距離への曲射砲撃も可能。
8連装ミサイルポッド
左背に設置された実弾武装。バスターの兵装の改良型。

## マルチプルアサルトストライカー
『SEED HDリマスター版』に登場。エール、ソード、ランチャーの装備3種を統合した全領域型ストライカー。このストライカーを装備したストライクガンダムは、「GAT-X105+AQM/E-YM1 パーフェクトストライクガンダム」と呼ばれる。エールストライカー部のバッテリーパックを計5基連結することで、膨大化した電力消費に対応している。なお、増加したバッテリーパックはデッドウェイト化を防ぐため、使用するごとにパージされる。
この装備の開発には関係する軍事企業に対する利益供与の意味合いもあったとされ、現場が望む代物であったかについては疑問が残るとされている。スカイグラスパーと同時にアークエンジェルへ搬入された際、この装備を見たキラは多機能ゆえの使い勝手の悪さや、ストライクの自重と合わせて約2倍におよぶ総重量が機動性の低下を招くと判断し、使用しないままにしている。その後、オーブ解放作戦時にはムウがストライクに装着して戦果を挙げたが、キラの判断が正しかったことも証明された。

## I.W.S.P.
『ガンダムSEED MSV』で設定されたストライカーパック。I.W.S.P.とは統合兵装ストライカーパック (Integrated Weapons Striker Pack) の略称。
P.M.P社がエールストライカーの機動性、ソードストライカーの格闘能力、ランチャーストライカーの火力を1つのストライカーパックに統合する目的で設計した。
モルゲンレーテ社製ストライカーパックの競合機として開発されていたが、構造の複雑化によるコストの高騰やパック本体のデッドウェイトによる姿勢制御の悪化に加え、兵装と制御用電装系の重装備化による消費電力の増加の為、PS装甲の作動時間が大幅に短縮してしまう問題をクリアできなかった。
P.M.Pでは新型パワーパック開発も行っていたが、技術的限界から実用化には至らず、C.E.71年に完成した試作機にはエール、ソード、ランチャーの3種類のパックが採用されることになり、連合軍でのI.W.S.P.の採用はC.E.73年の再生機による試験運用まで見送られる事となった。
後に計画自体がモルゲンレーテ社へ譲渡され、P.M.Pが暗礁に乗り上げていたパワーパックもそのデータを入手したモルゲンレーテ社の独自技術を用いる事で完成させ、当初予定の性能の発揮に成功した。パワーエクステンダーによって稼働時間が延長されたストライクルージュへの搭載が予定され、数回に渡る実装テストが行われたが、複雑化された火器管制システムをパイロットであるカガリ・ユラ・アスハが扱いきれなかった為、ついに実戦投入される事は無かった。
大戦終了後、地球連合軍においてエース専用ワンオフカスタム機開発のため、スウェン・カル・バヤンのストライクに装備され実戦投入されている。この時の戦闘データは後にジェットストライカーとドッペルホルン連装無反動砲の開発に生かされることになると同時に、統合兵装というコンセプトは連合にてノワールストライカー、オーブではオオトリというそれぞれの形で発展する形となっている。
試作1号機は超高細度VR戦場用シミュレーション・モデル、2号機は実物大モックアップであり、ストライクルージュで運用実験が行われていた物は3号機にあたる。ルージュ装備による実戦参加こそ無かったが、第二次ヤキン・ドゥーエ攻防戦後の数多くの式典への参加の際などには、より力強さを演出するためI.W.S.P.が装備された。
また、上記のものとは別に、C.E.72年3月10日の『ユニウス条約』締結後の兵器開発方針転換を受けスタートした『アクタイオン・プロジェクト』の折に新規製造されたものが登場している。これはスウェン・カル・バヤン搭乗機に装備されていたI.W.S.P.で、アクタイオンはモルゲンレーテから技術やデータの提供を受けてはいないが、この時点では既にパワーエクステンダーは一般化した技術だったので問題なく完成できたという。なお、アクタイオン・プロジェクトにおいて企業グループの一社として参加していたフジヤマ社は東アジア戦線においてストライクEとともにI.W.S.P.の運用を行っている。
武装
115mmレールガン
遠距離攻撃用のレールガン。バックパックに搭載され、肩越しに目標を射撃する。同軸上にマウントされた高精度照準センサーにより、超長距離射撃時の命中精度を向上させている。弾速は秒速5kmに達する。
105mm単装砲
レールガンと並行するように肩部にマウントされる単装砲。
9.1メートル対艦刀
ビームブレードに次ぐ切れ味を持つ特殊合金製の実体剣。I.W.S.P.の電力消費が高かったことから完全な実体剣となっており、MSとの格闘戦はもちろん巨大な艦船にも有効。I.W.S.P.の両サイド下部に備えられた鞘用途の基部に挿し込まれる状態でマウントされている。
本装備を搭載したストライクEに搭乗したルカス・オドネルは「相手の断末魔の叫びが聞こえる得物」と評し愛好している。
M1アストレイの追加装備としてもこの対艦刀が転用されている。
30mm6銃身ガトリング砲
シールドと一体化されたガトリング砲。武器と一体化している実体盾は、｢コンバインドシールド｣と呼ばれる。1分間に8000発の連射を可能としており、弾芯にはチタンカーバイド鋼が用いられている。 機体の左側に大きく重心がかかる為に使い勝手が悪く、改良型のノワールストライカーでは完全にオミットされた。
ビームブーメラン
コンバインドシールドの表面にマウントされる。ビームブレードに対する干渉反応を利用し、Nジャマーの影響を受けずに飛翔する経路をリモートコントロール出来るビームブーメラン。

### ノワールストライカー
『機動戦士ガンダムSEED C.E.73 STARGAZER』に登場。
I.W.S.P.のコンセプトを継承する万能型モジュールだが、その万能性を殺さず、特性を近接格闘に振り向け特化させたものとなっている。巨大な可変ウイングユニットに射撃用連装リニアガン、接近戦用の大型対艦刀を各2基と中央部にアンカーランチャーを装備する。ユニットにはスラスターを備えているが、推力を強化するほどの出力は有しておらず、主翼はその可変機構によってMSの姿勢制御を行う能力を重視した設計となっている。同時に可変翼としたことで、空気抵抗を低減させる効果を得た。また、機体同様外装にVPS装甲を全面採用。これにより、ストライクノワールは盾を装備する必要が無くなった。
開発の発注は連合軍特殊部隊ファントムペインによるもので、製造はストライクEの改修と同時期に行われた。
PS装甲部材の問題から生産性は低いため、完全な形で組み上げられたものは極めて少なく、その個体総数は二桁に満たないと言われている。また、開発・製造を担当したアクタイオン社への発注は、同社大株主のロゴス幹部を介し、極秘裏に行われるという特別な措置が採られた。ファントムペイン内では、スウェン機以外にもエクステンデッド兵の小隊に供給され、非公然である同部隊の特殊性と、I.W.S.P.と同様にその運用には高い技量が要求されるパックである事から、同部隊以外の通常部隊に供給された記録は皆無とされている。本ストライカーの規格は他の機体と共通している為に多様な機体に装着可能であるが、ストライクEとの組み合わせで最高の性能を発揮。このノワールストライカーを装着したストライクEは、その機体色の変化（暗色のトリコロールから黒へ）と装備の組み合わせから「ストライクノワール」と呼称された。
なお、前述のストライクE用として製造された本ストライカーは同時期にアクタイオン社によって製造されたプロトアストレイ用にも1機製造されており、同機との組み合わせはアストレイノワールと呼ばれる（なおアストレイ本体の装甲はVPS装甲ではなく発泡金属であるが、パイロットのイメージカラーとして黒を基調とした機体色である為、こちらのノワールストライカーもストライクE用と同じ色変化となっている）。
武装
MAU-M3E4 2連装リニアガン
ウイング内側に設置されたリニアガン（レールガン）。
設定面は時期によって定かではなく、『機動戦士ガンダムSEED C.E.73 STARGAZER』公式サイトでは長射程のレールガン、後の資料ではエグザスの機首下部に装備される「MAU-M3」の発展型で、長射程狙撃能力よりも近距離での破壊力と省電力、弾体の高初速化がなされた装備とするもの、元々は遠距離戦・近距離戦・飛行能力の付与を想定していたノワールストライカーが近接戦闘を主たる用途として特化された、このリニアガンは近距離での破壊力向上を目的とした弾体の高初速化・高速連射性能・省電力化に重点をおいたセッティングが施されているとしたものが確認できる。
MR-Q10 フラガラッハ3ビームブレイド
ウイング外側にマウントされたビームエッジ内蔵型大型対艦刀。
近接戦用にチューンされたノワールの主力装備。型式番号から、ザフトより鹵獲したZGMF-X88S ガイアのグリフォン2を元に携行用に仕様変更した装備とされる。実体剣としての性能はそのままに、ビームエッジによってPS化された装甲にも威力を発揮する。
「フラガラッハ (Fragarach)」とは、古代ケルト神話にて伝承される光の神「ルー」の持つ魔剣の名に由来する。
EQS1358T アンカーランチャー
ストライカー中央部に設置された小型の有線ロケットアンカー。I.W.S.P.はその重心によってAMBACが難しくなる欠点があった事から搭載された。
ストライクE本体に装備された物と同等の機能を持つ。

### オオトリ
『DESTINY HDリマスター版』に登場。
ストライクルージュの開発と同時期に製作が進められていた専用パックで、PMPからI.W.S.P.のデータを入手したオーブがその設計を見直し、独自の技術を取り入れて完成させたものである。基礎設計を改変することにより、ベースとなったI.W.S.P.の持っていた信頼性や整備性の問題点を解決したほか、島国ゆえに海上戦を国土防衛の要とするオーブの戦略に対応し、大気圏内での動力飛行を可能とした推進システムと4発のエンジンを搭載したX状の空力推進翼を駆使することにより、高度な飛行能力を有している。分離状態では折りたたまれた機首を展開することにより、パック単独での作戦行動が可能である。後にオオトリのコンセプトを踏襲し、アカツキのオオワシが開発されている。
オオトリ後部にもストライカーパックコネクタがあり（劇中では未使用）、別のストライカーパックを追加装備できる。なお、前作のHDリマスター版に登場したパーフェクトストライクと同様の理由から、登場人物たちがこのパックについて言及することはない。キラがザフト軍の攻撃で危機に陥ったエターナルを援護するため、ストライクルージュごと運用して宇宙へ上がるまでは原典のエールストライカーと同じだが、ザフト軍に苦戦する中でストライクルージュから分離されてエターナルを庇い、爆砕した。
武装
レールガン
オオトリ左舷の可動式アームに装備される。フェイズシフト装甲を破砕する威力を持つ。なお、オーブにおけるレールガンの呼称は電磁加農砲とされるが、本装備では単にレールガンと呼称される。
ビームランチャー
オオトリ右舷の可動式アームに装備される高出力ビームランチャー。左舷レールガンと同じく高い射程と威力を誇る。
大型対艦刀
ビーム刃部と実体剣の刃先を備えた近接兵器。オオトリ上面右舷に装備。元は対艦用の装備であったが、後に対MS用にも位置付けられた。
ミサイルランチャー
オオトリ上面左舷に装備。任務に応じて機関砲や電子戦装備への交換も可能。
3連小型ミサイル
翼下ハードポイントに懸架されるミサイル。
ドロップタンク
翼下ハードポイントに懸架される。ミラージュコロイドを利用した一種のステルス支援システムといわれているが、その詳細は明らかになっていない。

## ガンバレルストライカー
『ガンダムSEED MSV』に分類されているストライカーパック。 メビウス・ゼロと同じく有線式ガンバレルを4基装備している。パーツ干渉からコスモグラスパーへの接続が行えないことから、独立したMAへの変形機構を持つ。機首部に独自にコクピットを持ち、これによってパック単体での戦闘力も有している。装着時は機首が後部に折れ曲がり、接続プラグが露出する。装着後機首はデッドウェイトとなる為、そのまま切り離す事も出来る。
元々はグリマルディ戦線に参戦したメビウス・ゼロ部隊唯一の生き残りムウ・ラ・フラガ少佐（当時大尉）の専用装備として開発されたが、後に彼が連合を離反したため、新たにガンバレルシステムの適性が認められた「月下の狂犬」モーガン・シュバリエ大尉に渡された。
詳しくはガンバレルダガーの項目参照。
ゲームボーイアドバンス用ソフト『機動戦士ガンダムSEED 友と君と戦場で。』には、ムウ・ラ・フラガの機体として本ストライカーを装備した「ガンバレルストライク」が登場する。
武装
M58E ガトリング機関砲
ストライカーの機首部に装備する。
有線式ガンバレル
ストライカーに四基装備されたガンバレル。ストライカー基部との接続は光ケーブルで行われている。
接続が有線式である事を利用し、ワイヤーによって敵機を捕縛する事も可能。メビウス・ゼロのものより小型化している。
GAU-758S レールガン
ガンバレルの内部に格納されている実体弾。
C.E.73年以降は本装備をビームに換装したガンバレルストライカーも製作されている。
M70AMSAT ミサイル
ガンバレルに格納される。
その他
玩具商品『METAL BUILD』においては機首部のM58E ガトリング機関砲との換装装備としてレールガンがデザインされている。

## ライトニングストライカー
『ガンダムSEED MSV』に分類されているストライカーパック。
ストライクの強化バッテリーパック及び友軍機へのパワー供給、加えて超長距離狙撃任務を目的に開発されたストライカーパック。
ストライカー本体の左右には測距離センサー・バーニア・放熱機構を備えたコンポジットポッドを装備。ストライクのリアアーマー左右に装着されるバッテリータンク、「70-31式電磁加農砲」を分割して搭載した左右腕部に装着されるマスターアーム、胸部増加ユニットとのセットとなっている。70-31式電磁加農砲はバッテリータンクから動力を供給される。
当初はIDEX社が開発を請け負っていたが、ストライクのパワー容量の150%増しという連合軍の要求のため、大型のバッテリーや冷却システムを搭載せざるを得ず、重量増加による機動力低下という事態を招いていた。しかし、後に開発を引き継いだモルゲンレーテ社が新たに開発に成功した小型大容量パワーパックと新冷却システムによって問題点は解決。要求されたスペックを見事達成した。
1号機はモルゲンレーテ本社工場内でパーツ製作が行われ、後に宇宙に脱出したイズモ級2番艦クサナギ艦内で組み立てられた。そしてムウ・ラ・フラガの駆るストライクに実装され運用試験を行っていたが、偶然発生した戦闘によってパックは破壊されている。その際の交戦データは回収され、攻撃兵器としてよりも友軍機へのパワー供給機としての有用性が確認された。
ちなみに、民製市場において既に軍が要求したスペックを持つパワーパックが存在したと言われているが、採用される事無く開発が行われたのは背景に軍上層部と軍需産業に何らかの癒着があったとされているが定かでは無い。
なお、破損したパックは回収後密かに修復され、オーブ軍マーシャン追撃部隊所属パイロット、ガルド・デル・ホクハが搭乗するスローターダガーの専用装備として実戦運用されている。
武装
70-31式電磁加農砲
ライトニングストライカーの主兵装となる長射程型電磁レール砲。「加農砲」はカノン砲の漢字表記で、これはオーブにおける命名規則に則ったもの。
ストライカーパックの両サイドに張り出した大型測距システムとの連動により極めて精密な射撃が可能で、有効射程は大気圏内では120km、宇宙空間では最大1万kmにも達する。
超長基測距モードに移行する事で初速が35%減少する代わりに超高精度照準が可能となり、宇宙空間での有効射程が最大で38万km以上に延伸される。
砲身は普段は分割した状態で両腕部に装着されるが、右腕に装着されたパーツはそれのみで、弾頭である71式強化徹甲尖頭弾を発射できる。
備考
このストライカーパックは2003年に開催された「機動戦士ガンダムSEEDメカコンテスト」のストライクガンダムカスタマイズコンテスト（部門）において、一般公募の中から「ホビージャパン賞」を獲得したものを町田能彦の手によって再デザインしたもので、『SEED MSV』の「extra.01」扱いになっている。名称は応募段階から同じ。投稿者の考えは「重装甲+高機動」だったが、高機動は既にエールストライカーで成している為、スタッフにより若干の設定変更を加えてある。

### ライジンストライカー
『機動戦士ガンダムSEED ECLIPSE』に登場。オーブがライトニングストライカーをベースに開発した、自律飛行可能なストライカーパック。劇中で、エクリプスガンダムに装備される。
武装
71-XX式曲射型ビーム砲
大容量バッテリーとミラージュコロイド制御技術を使った曲射が可能なビーム兵器。

## ドッペルホルン連装無反動砲
『機動戦士ガンダムSEED DESTINY』に登場。大型の実弾砲塔を2門備えた対艦攻撃用のストライカーパックで、主に宇宙で使用される。装着の際は機動性が低下するものの、艦船によっては一撃で轟沈させ得る威力を発揮する。I.W.S.P.のデータがフィードバックされている。
ユニウス条約締結の前には既に開発・量産されていた様で、南アメリカ独立戦争ではソードストライカー等と共に運用されていた。
劇中では主にダガーL、ウインダムが運用している。
なお、ドッペルホルン (Doppelhorn) はドイツ語で「2本の角」という意味。

## ジェットストライカー
『機動戦士ガンダムSEED DESTINY』に登場。
大気圏内用の空戦型ストライカーパックであり、構成はジャスティスに導入されたファトゥム-00を参考にしている。装着機種に飛行能力を付加させるフライトユニットとして機能し、主翼下部のハードポイントにミサイルやプロペラントタンクを増設することも可能。I.W.S.P.の技術がフィードバックされたパックの一つである。
武装
Mk1323 無誘導ロケット弾ポッド
4連装式のロケット弾射出ポッド。使用されるロケット弾は、ミサイルと異なり誘導機能を持たないため、ミサイルや航空機などの動的目標の迎撃には向かない。
空対地ミサイル「ドラッヘASM」
艦船や拠点攻撃の際に用いられる大型の空対地ミサイル。オーブ国防軍の次期主力MSムラサメにも同型のミサイルが搭載されている。ドラッヘ (Drache) とはドイツ語で「竜」の意。
Mk438 3連装ヴュルガー空対空ミサイルポッド
3連装式の空対空ミサイル射出ポッド。敵航空兵器への攻撃や艦対空ミサイルの迎撃など、幅広い用途に用いられる。ヴュルガー (Würger) とはドイツ語で「モズ」の意。
ライフルホルダー
携行火器のストックに使用されるマウントパーツ。
備考
ジェットストライカーは、かつて福田己津央監督が福田満夫名義で演出として参加したテレビアニメ『機甲戦記ドラグナー』に登場する人型機動兵器「メタルアーマー」の飛行用オプション「リフター」のオマージュであることが、福田のコメントにより明らかになっている。

## マルチストライカー
『機動戦士ガンダムSEED DESTINY』に登場。大型のミサイルランチャーに左右1発ずつ核ミサイルを装填可能なパックで、スラスターを装備していないために装着機体の運動性を低下させる側面を持つ。
文献によって表記は一定せず、「マルチストライカーパック」、「ランチャー本体」、「核ミサイルランチャーストライカー装備」、「マルチランチャーパック」と記述される事もある。
武装
Mk5 核弾頭ミサイル
メビウス用と同型の戦術核弾頭ミサイル。

## Gフライト
『機動戦士ガンダムSEED DESTINY ASTRAY』に登場。アストレイ アウトフレーム専用のストライカーパック。
背部と脚部のブースターと大型シールドで構成され、アウトフレームに飛行形態への可変機能を付加する。他のMSには対応していないが、スカイグラスパーに装備することは可能である。

## ディバインストライカー
『機動戦士ガンダムSEED DESTINY ASTRAY』に登場。RGX-00 テスタメント専用のストライカーパック。テスタメントをザフトから鹵獲した後に、連合が追加した装備である。
可変する事で大気圏内外の飛行能力と推力を強化する飛行形態となるほか、格闘戦用のクローとしても使用可能。

## バスターストライカー
『機動戦士ガンダムSEED VS ASTRAY』に登場。ライブラリアンが開発し、LH-GAT-X103 ヘイルバスターが装備している。バスターの固定武装である350mmガンランチャーと94mm高エネルギー収束火線ライフルをストライカーパック化したもの。
ガンランチャー、ライフル等の武装配置はバスターのものと左右逆に装備されている。パック中央部は武装用のパワータンクと弾倉を持ち本体からの供給の必要は無い。主に砲撃戦用の機体が装備するのを前提としており、94mm高エネルギー収束火線ライフルにはセンサーは装備されていない。

## ドラグーンストライカー
『機動戦士ガンダムSEED VS ASTRAY』に登場。ライブラリアンが開発し、LN-ZGMF-X13A ニクスプロヴィデンスが装備している。高機動型のストライカーで本体左右に装備されたスラスターと中央に装備されたユーディキウム・ビームライフルが特徴であり、ユーディキウム・ビームライフルは他の銃や固定砲との交換も可能。名前の通りドラグーンとしての運用も可能で、プロヴィデンスのデータを持った敵であればユーディキウム・ビームライフルによる攻撃で本体の位置の誤情報を与えることもできる。なお、スマートフォンゲーム『SDガンダム GGENERATION ETERNAL』に登場するシナリオ『機動戦士ガンダムSEED Recollection』のキラ編で、キラ・ヤマトが搭乗するドラグーンストライクが装備するドラグーンストライカーとは別物である。

## マガノイクタチストライカー
『機動戦士ガンダムSEED VS ASTRAY』に登場。ライブラリアンが開発し、LN-GAT-X207 ネブラブリッツが装備している。アストレイ ゴールドフレーム天が装備するマガノイクタチをストライカーパック化したもの。装備すること自体はストライカーパックシステムを採用する機体になら可能だが、ミラージュコロイドを使用した能力を発揮する場合は対応する専用機に装備しなければならない。後にロウ・ギュールがネブラブリッツとの交戦で鹵獲・入手したものをヴァンセイバー イライジャ専用機に対して、空力制御用のユニットとして装備させている。

## マニューバストライカー
『機動戦士ガンダムSEED ECLIPSE』に登場。オーブが開発したストライカーパックで、高機動用の可動型フレキシブルスラスターを4基搭載している。エクリプスガンダムに搭載されている。

## ストライカーパックと同規格の装備

### バックジョイント
『機動戦士ガンダムSEED DESTINY ASTRAY』に登場。アストレイ アウトフレーム用通常装備。正確にはストライカーパックではないが、接続には同規格のプラグを用いる。クレーンアームを備えており、後述のバックホームのマウンターにもなっている。電力の供給機能やバックホームと本体コックピットとの連絡通路も備えており、作業用のストライカーパックと言える。詳細はアウトフレームを参照。
武装
アーマーシュナイダー

#### バックホーム
『機動戦士ガンダムSEED DESTINY ASTRAY』に登場。長期取材用に開発された居住モジュールで、バックジョイントを介してアウトフレームにマウントされる。長期行動用の大容量バッテリー、照明装置、迷彩用シューティングコート、煙幕散布装置や装備を格納するコンテナを搭載しており、その他、防護用のシールドなどの追加装備を取り付けるハードポイントも用意されている。居住区内部は三層のデッキに分けられた構造で、一階がベッドルーム、二階がキッチン、三階は空き室（劇中ではユニットバスが追加された）となっている。

### マルチパック
『機動戦士ガンダムSEED DESTINY ASTRAY』に登場。Gフライトと同じくアストレイ アウトフレーム専用の装備。
「8（ハチ）」がリジェネレイトの持つ可変型プラグを参考にD.S.S.D関係の技術をミックスして設計したアウトフレーム専用背部アダプターユニット。プラグ部はサイズが可変するフリー規格となっておりストライカーパックだけではなく、ウィザードやシルエットモジュールの装備も可能となる。しかしながら、これらの追加装備は本来アウトフレームでの運用を想定したものではないため、「8（ハチ）」によるサポートが必須となる。劇中ではブラストシルエットをインパルスから借り受けて使用した。また、アウトフレームDへの改修後にも、マーレ・ストロードの搭乗するデスティニーインパルス1号機からデスティニーシルエットを奪い取り使用しているほか、イルド戦ではイライジャ専用ザクのブースターウィザードを使用している。使用された技術には軍事機密に抵触する部分があるものの、はっきりとした事は分からないとされている。
インパルス用のマルチパック（非変形型コアブロック）とは同名の別物である。

### デスティニーRシルエット
『機動戦士ガンダムSEED DESTINY ASTRAY R』に登場。「シルエット」の名を冠するが、ストライカーパックに対応するプラグを有する。詳細はデスティニーインパルスRを参照。
『機動戦士ガンダムSEED DESTINY ASTRAY B』においては、ノワールストライカーを失ったアストレイノワールの新装備として登場している。

### ローエングリンランチャー
『機動戦士ガンダムSEED ASTRAY』に登場。元々はアストレイに対応した装備であったが、オルタナティブプロジェクトで使用された改良モデルはストライカーパックと同規格に対応している。

### スナイパーパック
『機動戦士ガンダムSEED ASTRAY』に登場。元々はアストレイに対応した装備であったが、オルタナティブプロジェクトで使用された改良モデルはストライカーパックと同規格に対応している。